# Dono d'amore
Dono d'amore (The Gift of Love) è un film del 1958 diretto da Jean Negulesco. Si tratta di un remake della pellicola Non dirmi addio, in quanto entrambe le opere sono basate sul racconto del 1944 The Little Horse della scrittrice statunitense Nelia Gardener White, pubblicato sulla rivista Good Housekeeping.

## Trama
Julie gode apparentemente di buona salute, ma, come le rivela il suo medico, soffre di una disfunzione cardiaca che potrebbe comunque consentirle di vivere fino a tarda età, oppure stroncarla in ogni momento, senza preavviso. Bill Beck è un fisico teorico, completamente assorbito dal proprio lavoro, il che lo rende a volte asociale, e un poco alienato dalla realtà. Dopo qualche anno di matrimonio, i due adottano la piccola Hitty, di 8 anni.
La vita in famiglia, fra alti e bassi, procede fino all'improvvisa morte di Julie. Hitty, constatando che Bill non è realmente intenzionato a prendersi cura di lei, telefona all'orfanotrofio dal quale proveniva, e si fa riammettere. Ma nel corso della prima notte nell'istituzione, la bambina fugge per andare nel luogo, poco distante, dove per la prima volta ha incontrato Julie: è in riva all'oceano. Hitty scivola in una scarpata e il suo corpo giace esanime sulla spiaggia, mentre la marea sta montando.
Bill, solo a casa, in quel momento ha una sorta di presentimento: chiama l'orfanotrofio e mette in moto le ricerche della piccola, che viene ritrovata appena in tempo prima di venir sommersa dalle acque.